# Akantus
Slægten Akantus (Acanthus) rummer mange arter fra tørre, subtropiske eller tempererede stepper. Her nævnes kun arter, som ses ofte i Danmark (eller som danskere ofte møder på ferierejser sydpå):
| Arter |

- Blød akantus (Acanthus mollis) eller Have-Akanthus
- Balkanakantus (Acanthus hungaricus)
- Tornet akantus (Acanthus spinosus)

For Akantus i betydningen "udsmykning af søjlehoved" se: kapitæl.